# Festuca alexeenkoi
Festuca alexeenkoi là một loài thực vật có hoa trong họ Hòa thảo. Loài này được E.B.Alexeev mô tả khoa học đầu tiên năm 1973.